# Почему рехнулся господин Р.?
«Почему рехнулся господин Р.?» (нем. Warum läuft Herr R. Amok?) — кинофильм режиссёров Михаэля Фенглера и Райнера Вернера Фасбиндера, вышедший на экраны в 1970 году. Лента принимала участие в конкурсной программе Берлинского кинофестиваля, где удостоилась рекомендаций католического киноцентра и премии «Интерфильм». В 1971 году картина получила национальную премию Deutscher Filmpreis за лучшую режиссуру, а исполнитель главной роли Курт Рааб получил номинацию в категории «Лучшая мужская роль».

## Сюжет
Господин Р. — обычный служащий архитектурного бюро, относящийся с уважением к коллегам и рассчитывающий на повышение. Его семейная жизнь с женой-домохозяйкой и сыном-школьником вполне устроена и гармонична. Имеется определённое напряжение между женой и его матерью, а также проблемы с учёбой у сына, но всё это не представляется критичным. Господина Р. только немного беспокоят головные боли, а размолвку с женой вызывает его неспособность произнести внятную речь на банкете с коллегами. Жизнь персонажа проходит в рутине и бессмысленных разговорах «ни о чём» с близкими и знакомыми. Однажды вечером, после невыносимо долгой болтовни зашедшей в гости соседки, он берёт в руки тяжёлый подсвечник и убивает соседку, жену и сына. На следующий день господин Р., как обычно, приходит на работу, где в туалете накладывает на себя руки.

## В ролях
- Курт Рааб — господин Р.
- Лилит Унгерер — фрау Р.
- Амадеус Фенглер — сын
- Лило Пемпайт — коллега по бюро
- Франц Марон — шеф
- Харри Бэр — коллега по бюро
- Петер Моланд — коллега по бюро
- Ханна Шигулла — Ханна
- Ингрид Кавен — соседка
- Ирм Херман — соседка
- Дорис Маттес — соседка
- Ханнес Громбаль — сосед
- Винценц Штерр — отец господина Р.
- Мария Штерр — мать господина Р.
- Пер Рабен — школьный друг
- Эва Пампух — продавщица пластинок
- Карла Эгерер — продавщица пластинок